# Cadhérine
Pour les articles homonymes, voir CDH.

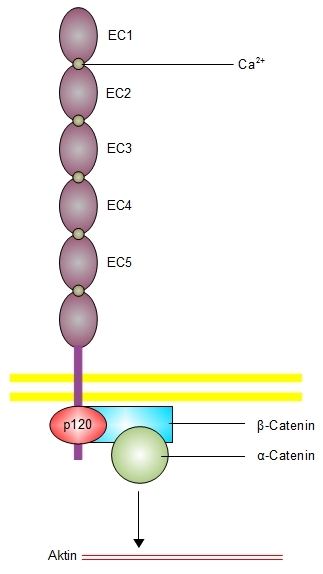
Interaction de l’E-cadhérine avec les caténines. β-caténine se lie au domaine cytoplasmique de l’E-cadhérine et de la α-caténine. α-caténine régule la polymérisation du cytosquelette d’actine, β-caténine et p120-caténine agissent comme facteurs de transcription

Les cadhérines (ou CDH) sont une classe de glycoprotéines, de taille comprise entre 120 et 140 kDa, qui s'expriment à la surface cellulaire. Elles jouent un rôle important dans l'adhésion cellulaire, ce qui fait qu'elles assurent la liaison intercellulaire au sein des tissus. Leur fonctionnement dépend des ions calcium (Ca2+), d'où leur nom.
La superfamille des cadhérines comprend les cadhérines, les protocadhérines, les cadhérines desmosomales comme les desmogléines et les desmocollines, etc. D'un point de vue structurel, elles partagent des « séquences cadhérine », qui sont les domaines de liaison extracellulaires du Ca2+.

## Structure
Il s'agit de protéines transmembranaires qui possèdent :
- une extrémité N-terminale extracellulaire ;
- une extrémité C-terminale cytosolique.

Le site de fixation des ions calcium se trouve sur la partie N-terminal extracytoplasmique. Lorsque le calcium se fixe, cela entraîne une modification de la conformation de la cadhérine qui lui permet de reconnaître une autre cadhérine et de s'y fixer. L'absence de calcium aboutit à une dissociation du domaine extracellulaire et donc de la rupture de la jonction cellulaire.
Les cadhérines classiques peuvent effectuer une liaison homophilique stricte et les cadhérines desmosomales peuvent effectuer des liaisons hétérophiliques (liaison de deux cadhérines différentes).

## Fonction
Les cadhérines vont former soit des jonctions adhérentes soit des desmosomes. 

Dans le premier cas elles seront liées en intracellulaire à des caténines. Les caténines vont servir d'intermédiaire de liaison avec le cytosquelette. Les cadhérines sont fixées aux β et γ-caténine, elles-mêmes fixées à α-caténine qui vient se fixer aux filaments d'actine du cytosquelette.
Dans le second cas, les cadhérines sont aussi appelées cadhérines desmosomales. Elles se fixent du côté cytoplasmique à des protéines différentes selon la cadhérine présente. Si la cadhérine est une desmocolline, elle sera ancrée sur une plakoglobine, puis une desmoplakine, et enfin au filament intermédiaire du cytosquelette. Si la cadhérine est une desmogléine, elle va se fixer sur une plakophiline puis une desmoplakine et enfin au filament intermédiaire.
Elles sont également impliquées dans le phénomène d'inhibition de contact, c'est-à-dire qu'elles permettent aux cellules normales d'arrêter de proliférer quand il n'y a plus de place: on parle de confluence. Les cellules cancéreuses sont dépourvues de tout ou d'une partie de leur cadhérine, il n'y a donc pas d'inhibition de contact ce qui est à l'origine des métastases.

## Les différents types de cadhérines
- L'E-cadhérine (épithéliale)  est probablement la cadhérine la mieux connue et constitue un marqueur tumoral dans certains cancers.
- La P-cadhérine, exprimée dans le trophoblaste, le cœur, les poumons et l'intestin
- La N-cadhérine, exprimée dans les cellules nerveuses mais aussi dans les poumons, le cœur, le cristalin, le mésoderme embryonnaire et l'ectoderme neural.
- La VE-cadhérine, exprimée dans les cellules endothéliales (endothélium vasculaire). Elle permet l'adhésion entre les cellules endothéliales et est nécessaire à la survie de ces cellules. En effet la survie de ces cellules ne peut se faire sans la VE-Cadhérine. Leur survie dépend du facteur de croissance VEGF, utilisant la VE-Cadhérine comme co-récepteur.
- La T-Cadhérine est une cadhérine atypique retrouvées entre certaines cellules nerveuses ou musculaires, ancrée à la membrane par ancre GPI (Via Glycosylphosphatidylinositol, permettant l'ancrage de différentes protéines à la membrane par glypiation)
- La R-Cadhérine, exprimée dans de nerf optique et la névroglie
- La M-cadhérine, exprimée dans les myoblastes et les cellules musculaires squelettiques matures.

## Exemple de Pathologie
Le Pemphigus Vulgaris est une maladie auto-immune causée par  des anti-corps dirigés contre les desmogléines. Ces dernières ne peuvent donc plus jouer leur rôle dans l'adhérence inter-cellulaire, ce qui va provoquer une dissociation des cellules de l'épiderme et entraîner la formation de vésicules cutanées au niveau de la peau.
Les cadhérines sont la porte d'entrée d'agents pathogènes comme la Listéria (maladie infectieuse) et sont également source de cancer car les cellules, sous l'action de métalloprotéinases, perdent leur cadhérine ce qui est à l'origine de métastases.